# مورتولو
مورتولو (به لاتین: Mürtülü) یک منطقه مسکونی در جمهوری آذربایجان است که در شهرستان کردامیر واقع شده است. مورتولو ۱۶۵۹ نفر جمعیت دارد.